# The Beverly Hillbillies
 The Beverly Hillbillies és una pel·lícula estatunidenca dirigida el 1993 per Penelope Spheeris i produïda per Ian Bryce.

## Argument
Jed Clampett, patriarca d'una família camperola d'Arkansas, descobreix per accident, un tret de fusell, un fabulós jaciment de petroli i es fa multimilionari. Decideix llavors instal·lar-se amb tota la seva petita família a Beverly Hills.
Però la seva fortuna suscita moltes cobdícies...

## Repartiment
- Jim Varney: Jed Clampet
- Diedrich Bader: Getro
- Erika Eleniak: Elly may
- Lea Thompson: Laura/Laurette Voleur
- Cloris Leachman: Iaia
- Lily Tomlin: Jane Hattaway
- Dabney Coleman: Mr. Drisdale
- Dolly Parton: Ella mateixa

## Rebuda
La pel·lícula va tenir majoritàriament ressenyes negatives, obtenint un 24% a Rotten Tomatoes. Roger Ebert li va atorgar a la pel·lícula la meitat d'una estrella sobre quatre, argumentant que no va capturar l'encant de la sèrie original i no va millorar el material d'origen. A més, Ebert va escriure que The Beverly Hillbillies va ser un gran fracàs per a Spheeris després del seu sorprenent triomf amb El Món de Wayne dos anys abans: "Quan els directors fan una meravellosa pel·lícula, esperes veure la pròxima que facin amb especial anticipació, pensant que potser tenen el secret. Quan es descobreix que no el tenen, et sents gairebé traït. Així és com em vaig sentir després de The Beverly Hillbillies, una de les pitjors pel·lícules d'aquest o qualsevol any."